# Odontodynerus quadrituberculatus
Odontodynerus quadrituberculatus är en stekelart som först beskrevs av Smith.  Odontodynerus quadrituberculatus ingår i släktet Odontodynerus och familjen Eumenidae. Inga underarter finns listade i Catalogue of Life.